# Emery Kolb

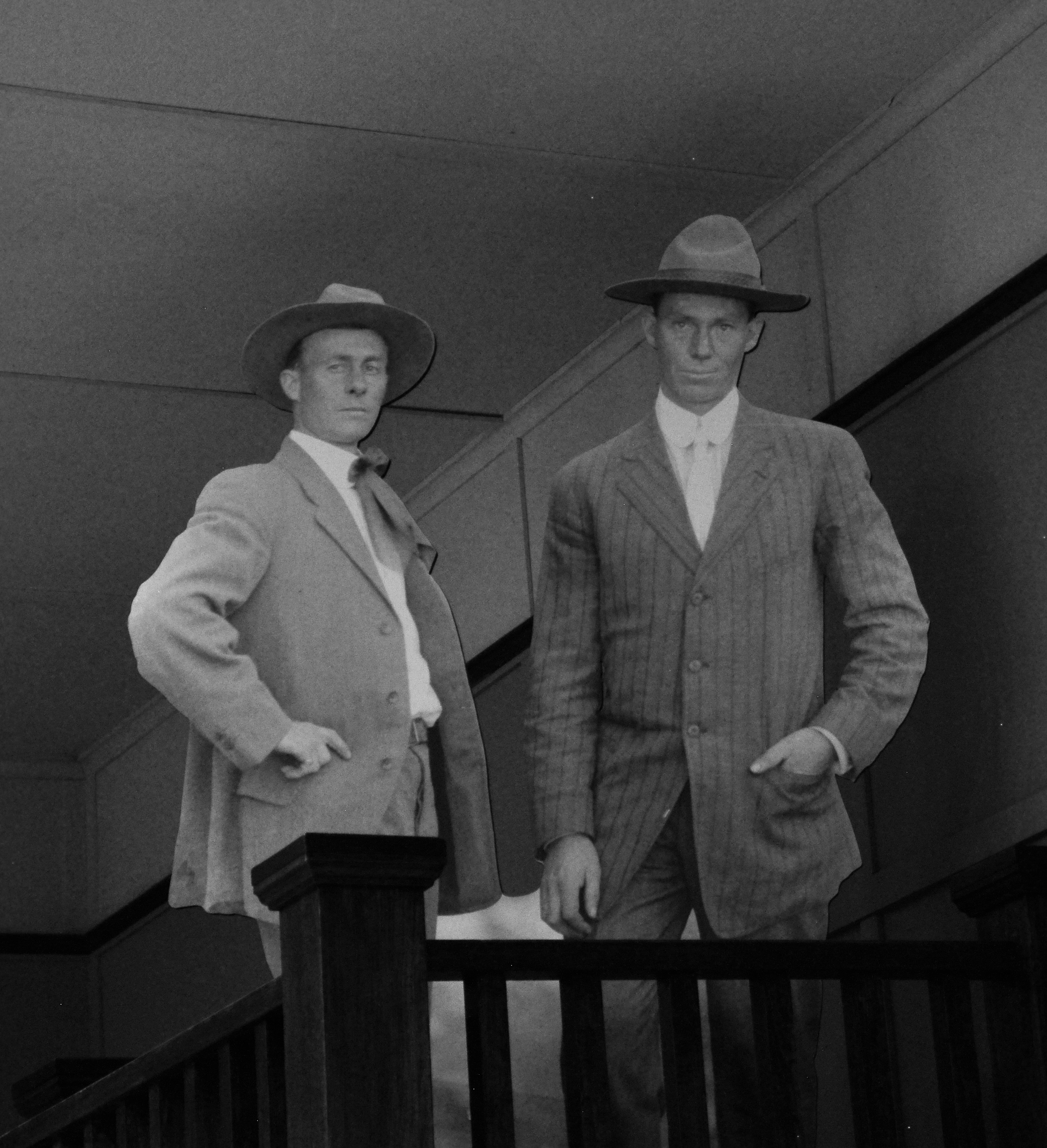
Bröderna Emery och Ellsworth Kolb

Emery Clifford Kolb, född 15 februari 1881 i Wilkinsburg i Pennsylvania i USA, död 11 december 1976 i Flagstaff i Arizona i USA, var en amerikansk fotograf.
Emery Kolb var ett av fem barn till Edward Kolb (1850–efter 1940) och Ella Nelson Borland (1852–1944). Han växte upp i Pennsylvania och var yngre bror till Ellsworth Kolb. Hans bror drog västerut 1896 och kom så småningom till South Rim vid Grand Canyon 1901. Han lockade dit sin yngre bror, som anlände 1902. Bröderna etablerade sig 1904 som kommersiella fotografer i ett tält på South Rim. De byggde 1904–1905 Kolb Studio, ett bostadshus och en fotoateljé på kanten av Grand Canyon. Där byggde de upp en verksamhet som framför allt baserades på att från ett gavelfönster i Kolb Studio fotografera turister som red på mulåsnor nedför den bredvidliggande Bright Angel Trail.
Den 28 september–11 november 1911 företog Ellsworth och Emery Kolb en expedition med roddbåtar medför Coloradofloden, från Green River i Wyoming till Needles i Kalifornien, en liknande färd som den pionjärexpedition geologen John Wesley Powell hade organiserat 32 år tidigare. De filmade flodfärden och visade sedan sin film på en filmvisningstur i USA och därefter dagligen i ett auditorium i en 1915 gjord utbyggnad av Kolb Studio. Ellsworth Kolb publicerade också en bok om äventyret.
År 1913 skildes bröderna åt. Emery fortsatte att driva fotoateljén i Grand Canyon Village, medan Ellsworth flyttade till Los Angeles.
Emery Kolb gifte sig 1905 med Blanche Bender (1883–1960). Paret fick dottern Edith (1907–1978). Emery Kolb är begravd på Grand Canyon Pioneer Cemetery.

## Bildgalleri

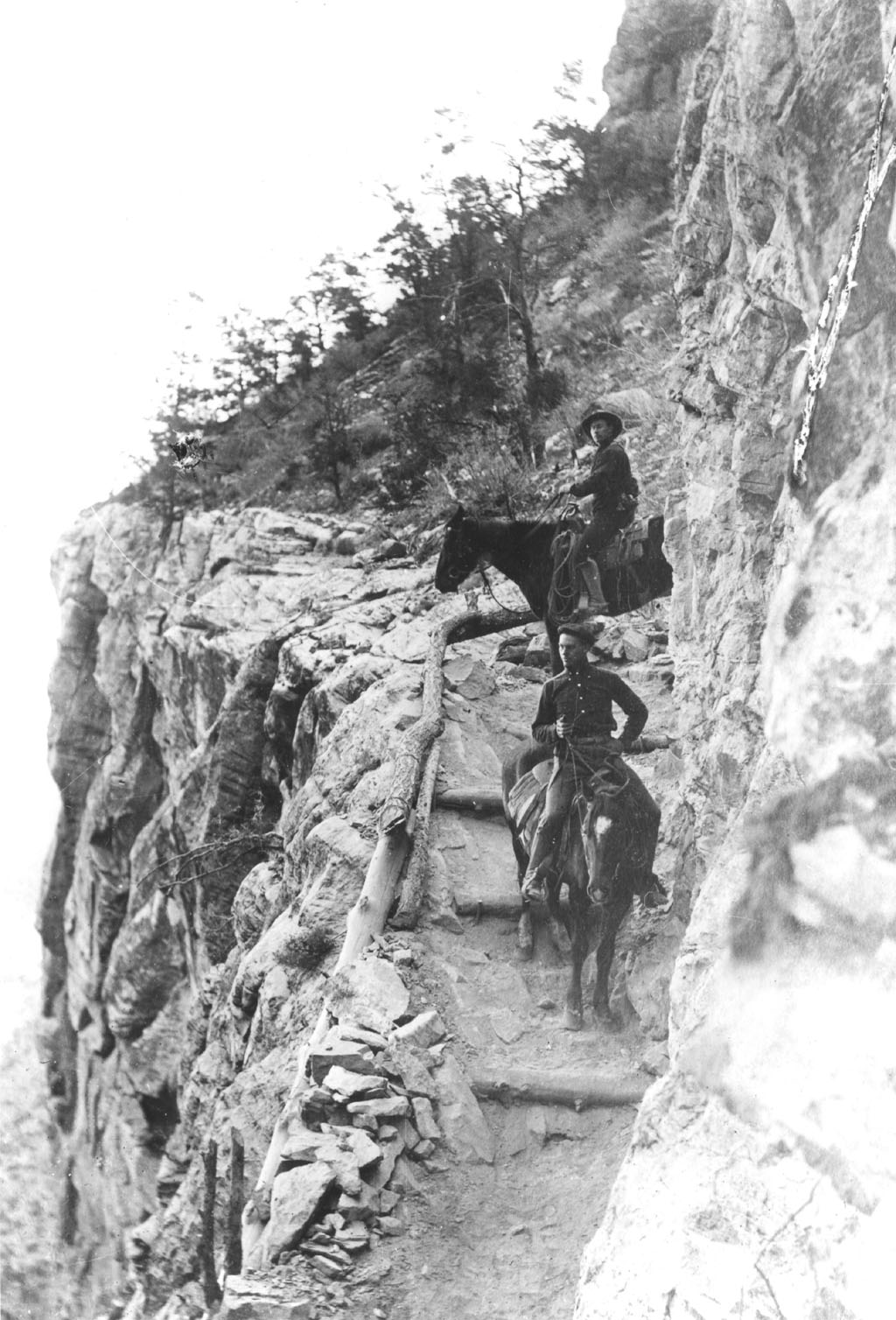
Adam Limbach och Emery Kolb (på den bakre mulåsnan] nära övre ändpunkten på Bright Angel Trail, omkring 1906.
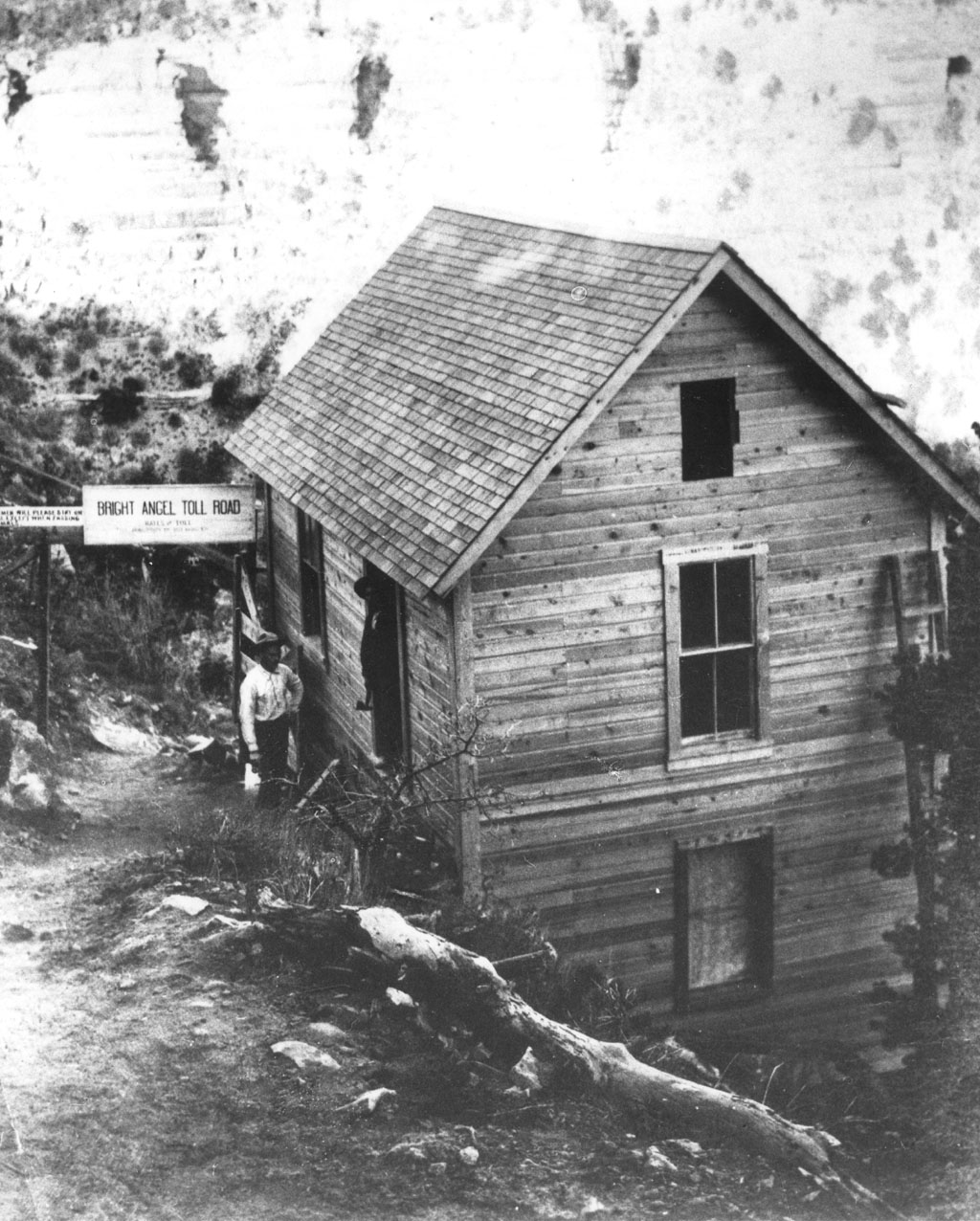
Emery Kolb stående utanför ingången till Kolb Studio
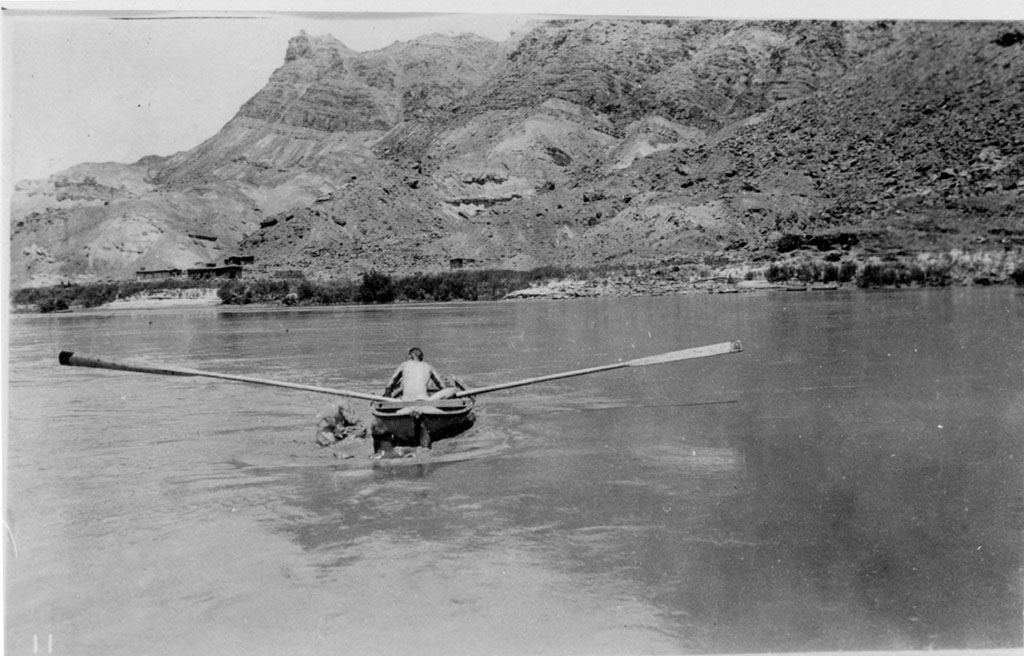
Emery Kolb provar den tygklädds båten Moghave  i Coloradofloden vid Lees Ferry, juli 1923. Fotot taget av Eugen Clyde LaRue.